# Mark III (tenk)
Mark III je bio tenk Britanskog Carstva (današnje Ujedinjeno Kraljevstvo) tijekom Prvog svjetskog rata. Proizvedeno je samo 50 primjeraka ovih tenkova. Bio je gotovo identičan tenku Mark II, ali s poboljšanom kvalitetom oklopa koji se pokazao kao neprobojan za njemačke protutenkovske puške. Muški Mark III je imao dva kratka 57 mm topa, svaki na jednom boku, koji su kasnije korišteni i na Mark IV tenku.

### Zajednički poslužitelj
|  | Zajednički poslužitelj ima još gradiva o temi Mark III tenk |